# Przechlewo (stacja kolejowa)
Przechlewo – nieistniejąca stacja kolejowa w Przechlewie w Polsce, w województwie pomorskim, w powiecie człuchowskim, w gminie Przechlewo.